# Llista de tancs soviètics
Llista de tancs soviètics. Una llista de tancs produïts per la Unió Soviètica. Vegeu també la Llista de tancs.

## Rússia Imperial, I Guerra Mundial
- Tractor de F. Blinov
- Vezdekhod
- Tanc del tsar
- Tank de Vladimir D. Mendeléiev (projecte)
- Tank de Rybinsk Works (projecte)

## Abans i a principis de la II Guerra Mundial

### Tanquetes
- T-17
- T-23
- T-27 basat en la tanqueta de Carden Loyd

### Tancs amfibis
- T-37
- T-38

### Tancs
- M
- T-18 (MS-1)
- T-26 mod.1931
- T-26
- BT-2
- BT-5
- BT-7
- BT-7M, o BT-8

### Tancs llançaflames
- OT-26

### Tancs mitjans
- T-24
- Tanc Grote (TG) (experimental)
- T-28
- T-29

### Tancs pesats
- T-35

## II Guerra Mundial

### Petits tancs
- T-40 (petit tanc amfibi)
- T-50
- T-60
- T-70
- T-80

### Tancs mitjans
- A-20
- T-34
- T-34-85
- T-44

### Tancs pesats
- SMK (experimental)
- KV-1
- KV-2
- KV-85
- IS-1
- IS-2
- IS-3

## Després de la II Guerra Mundial

### Tancs petits amfibis
- PT-76

### Tancs mitjans i principals
- T-54
- T-55
- T-62
- T-64
- T-72
- T-80

### Tancs pesats
- IS-4
- IS-6
- IS-7
- T-10

## Tancs post-soviètics
- T-84 (Ucraïna)
- T-90 (Rússia)
- Objecte 640, també conegut com a Black Eagle (Rússia, en desenvolupament)
- Objecte 195, també conegut com a T-95 (Rússia, rumor)